# Coles (Ourense)
Coles ist ein Ort und eine Gemeinde im Nordwesten Spaniens mit 3.172 Einwohnern (Stand: 2024). Sie liegt in der Provinz Ourense, innerhalb der Autonomen Region Galicien.

## Lage
Coles liegt etwa sechs Kilometer nordnordöstlich von Ourense in einer Höhe von ca. 385 m.

## Bevölkerungsentwicklung der Gemeinde
Quelle: INE-Archiv – grafische Aufarbeitung für Wikipedia
Die kontinuierliche Bevölkerungsrückgang in der zweiten Hälfte des 20. Jahrhunderts ist im Wesentlichen auf die Mechanisierung der Landwirtschaft und den damit einhergehenden Verlust an Arbeitsplätzen zurückzuführen.

## Gemeindegliederung
Die Gemeinde Coles ist in elf Parroquias gegliedert:
| Parroquias              | Patrozinium   | Einwohner 2024 | Fläche km² | Dichte Einw./km² | Höhe msnm | Ortskennzahl |
| ----------------------- | ------------- | -------------- | ---------- | ---------------- | --------- | ------------ |
| Albán                   | San Paio      | 134            | 2,29       | 59               | 472       | 32026010000  |
| A Barra                 | Santa María   | 155            | 1,92       | 81               | 356       | 32026030000  |
| Cambeo                  | Santo Estevo  | 323            | 2,70       | 120              | 462       | 32026040000  |
| Coles                   | San Xoán      | 250            | 5,25       | 48               | 353       | 32026050000  |
| Gueral                  | San Martiño   | 3              | 0,47       | 6                | 0         | 32026060000  |
| Gustei                  | Santiago      | 888            | 5,65       | 157              | 397       | 32026070000  |
| Melias                  | San Miguel    | 437            | 5,68       | 77               | 182       | 32026080000  |
| Ribela                  | San Xillao    | 223            | 3,86       | 58               | 177       | 32026100000  |
| Santa Mariña de Albán   | Santa Mariña  | 134            | 2,03       | 66               | 472       | 32026020000  |
| Santo Eusebio da Peroxa | Santo Eusebio | 526            | 6,84       | 77               | 0         | 32026090000  |
| Ucelle                  | Santa María   | 103            | 1,42       | 73               | 0         | 32026110000  |

## Wirtschaft
| Ackerbau, Viehzucht und Fischerei                                                  | 043   | 03,52  |
| Industrie                                                                          | 0182  | 014,91 |
| Bauwirtschaft                                                                      | 0121  | 09,91  |
| Dienstleistungsbetriebe                                                            | 0875  | 071,66 |
| Total                                                                              | 1.221 | 100,00 |
| * Daten aus dem Statistischen Amt für Wirtschaftliche Entwicklung in Galicien, IGE |       |        |

## Sehenswürdigkeiten
- Kirche San Paio in Albán
- Marienkirche in La Barra
- Stefanskirche in Cambeo
- Johanniskirche von Coles
- Jakobuskirche von Gustei
- Michaeliskirche von Melias
- Kirche San Xillao in Ribela
- Kirche in Santa Mariña de Albán
- Eusebiuskirche in La Peroja
- Rathaus

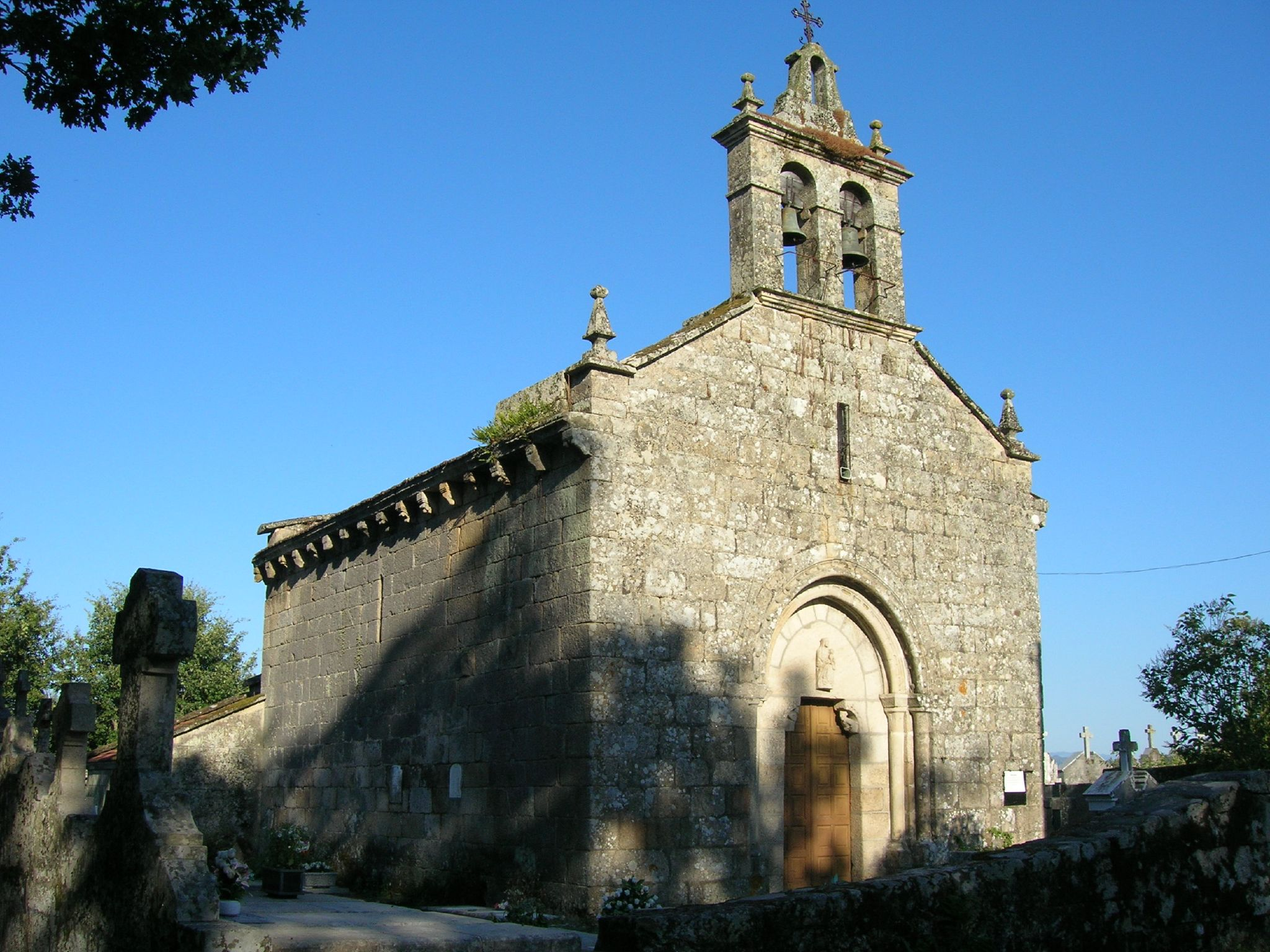
Kirche San Paio
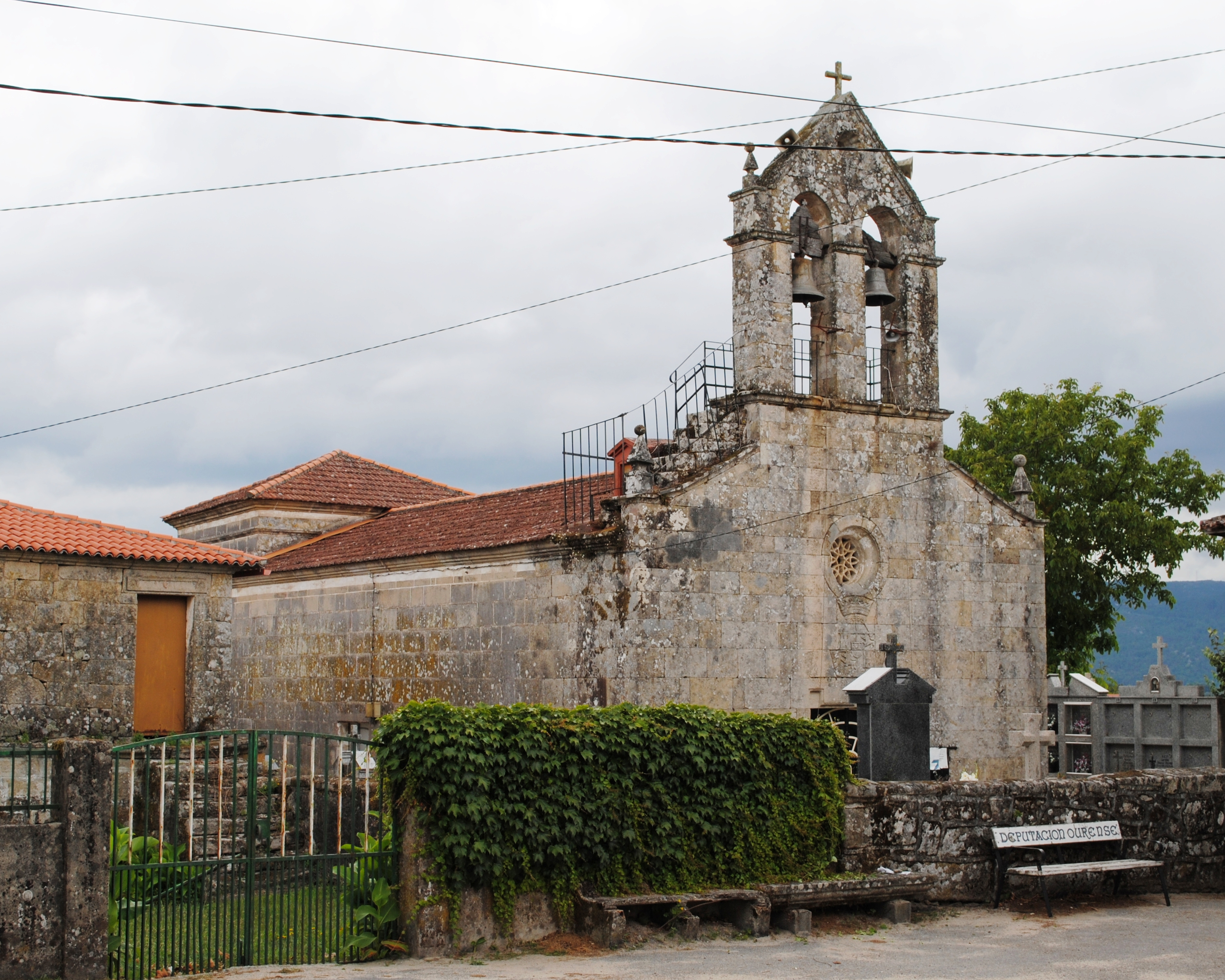
Marienkirche von La Barra
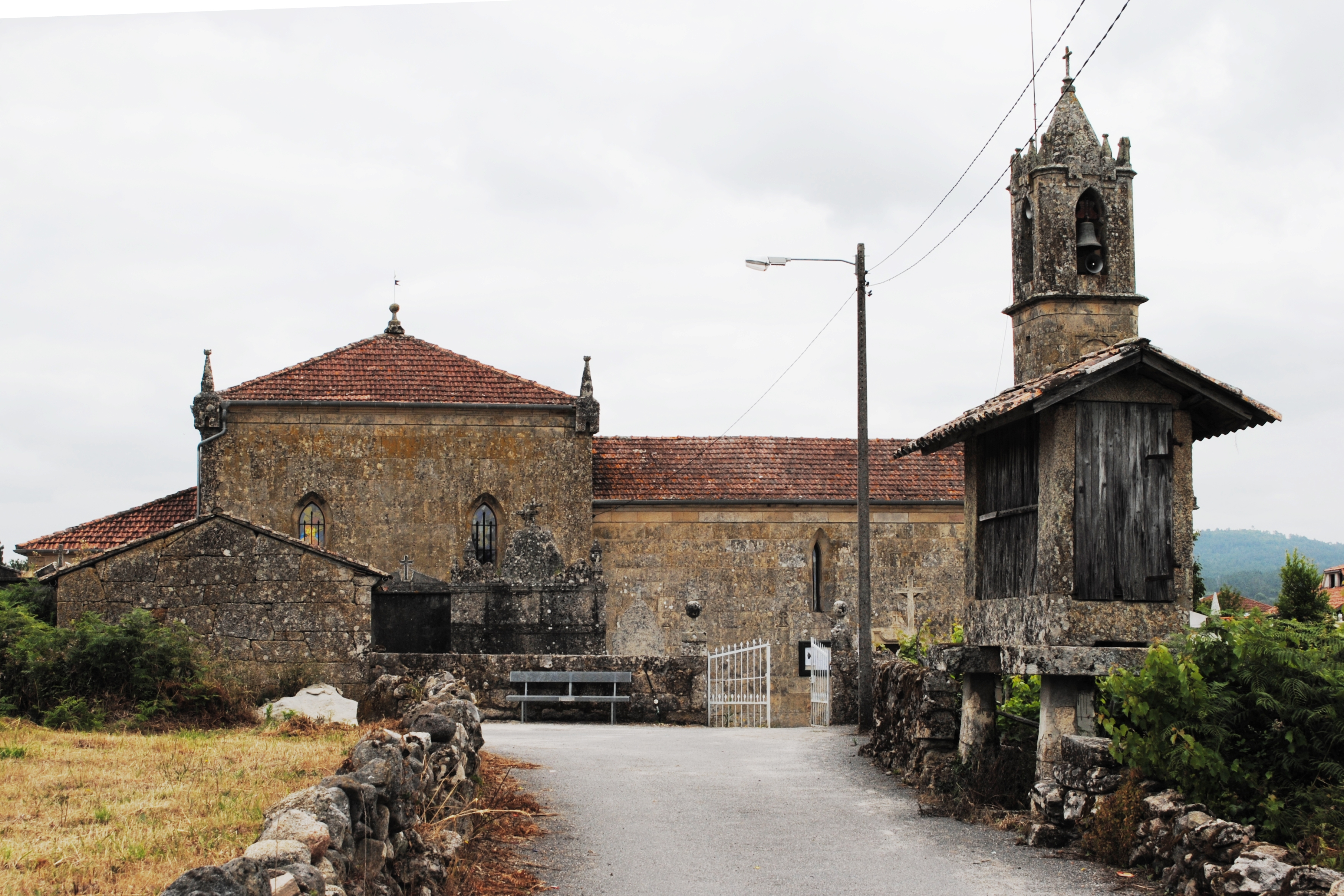
Stefanskirche
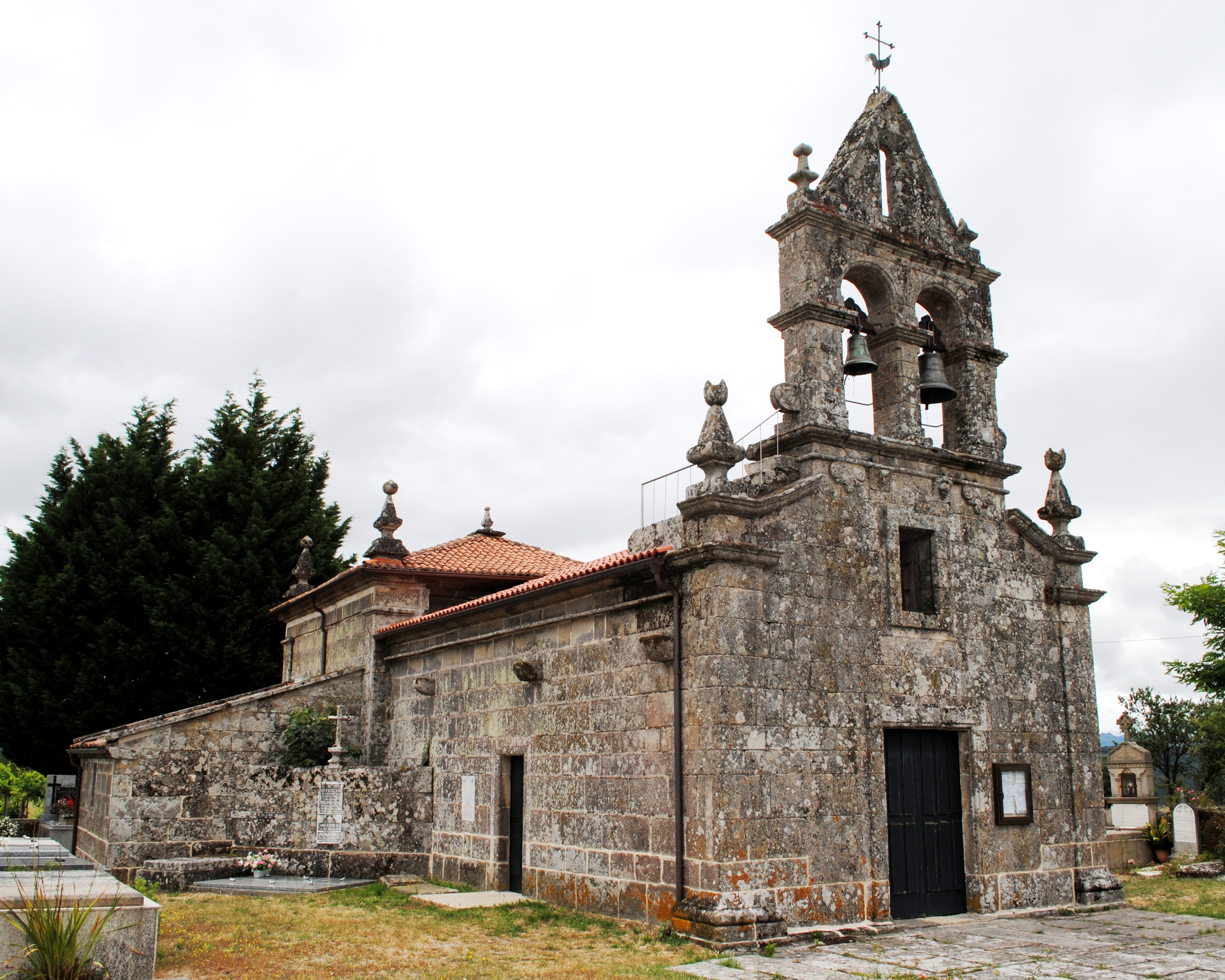
Johanniskirche
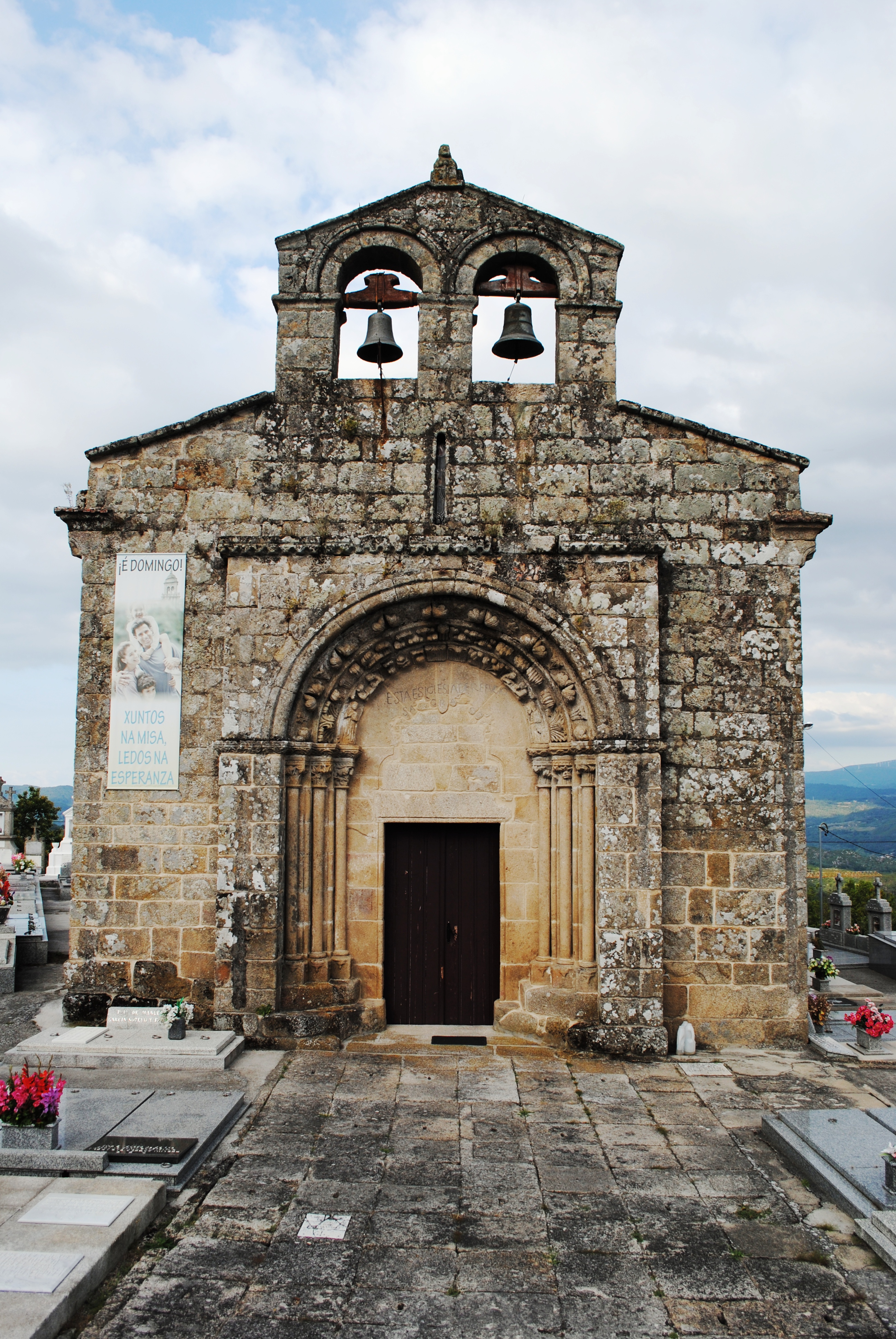
Jakobuskirche
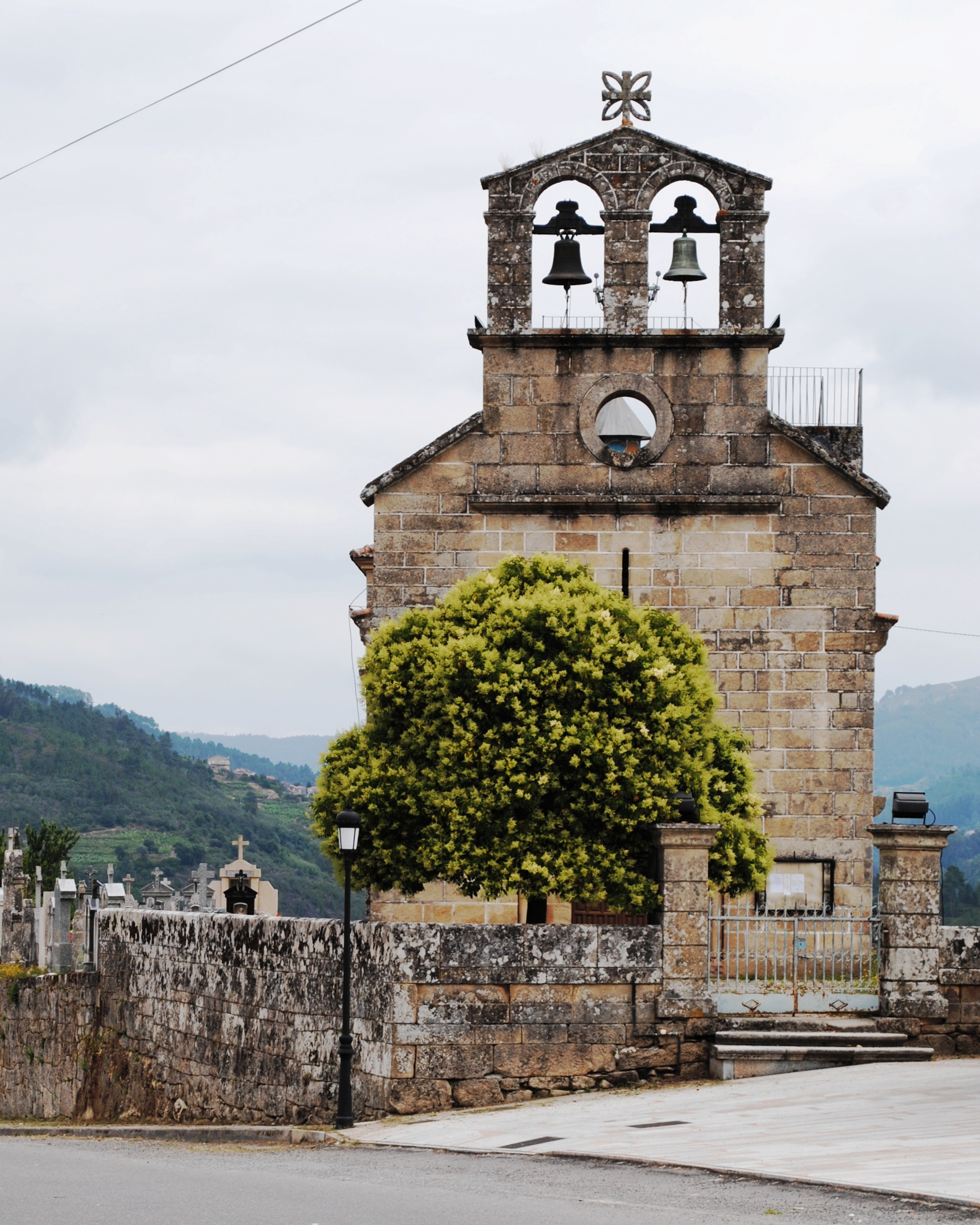
Michaeliskirche
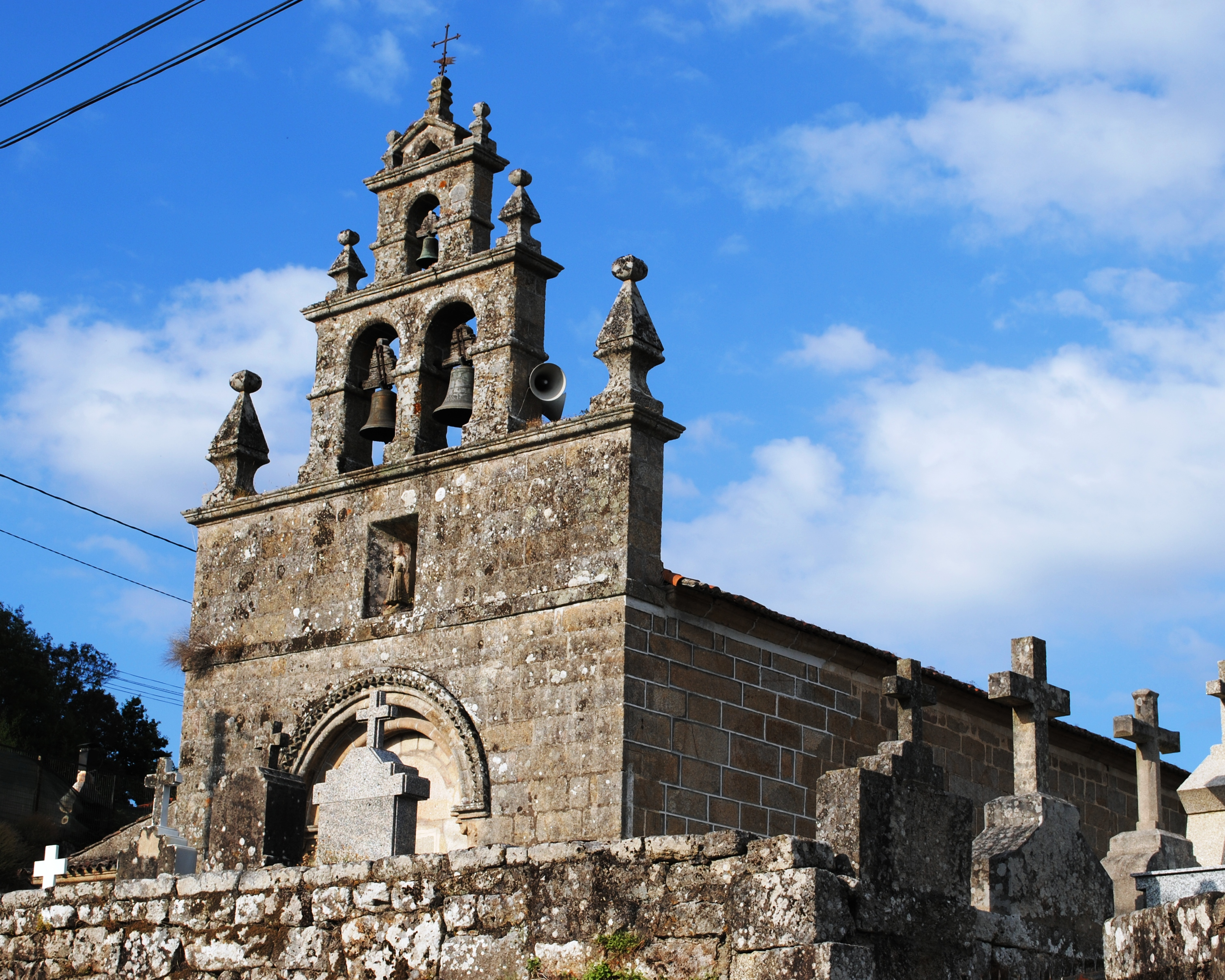
Kirche San Xillao
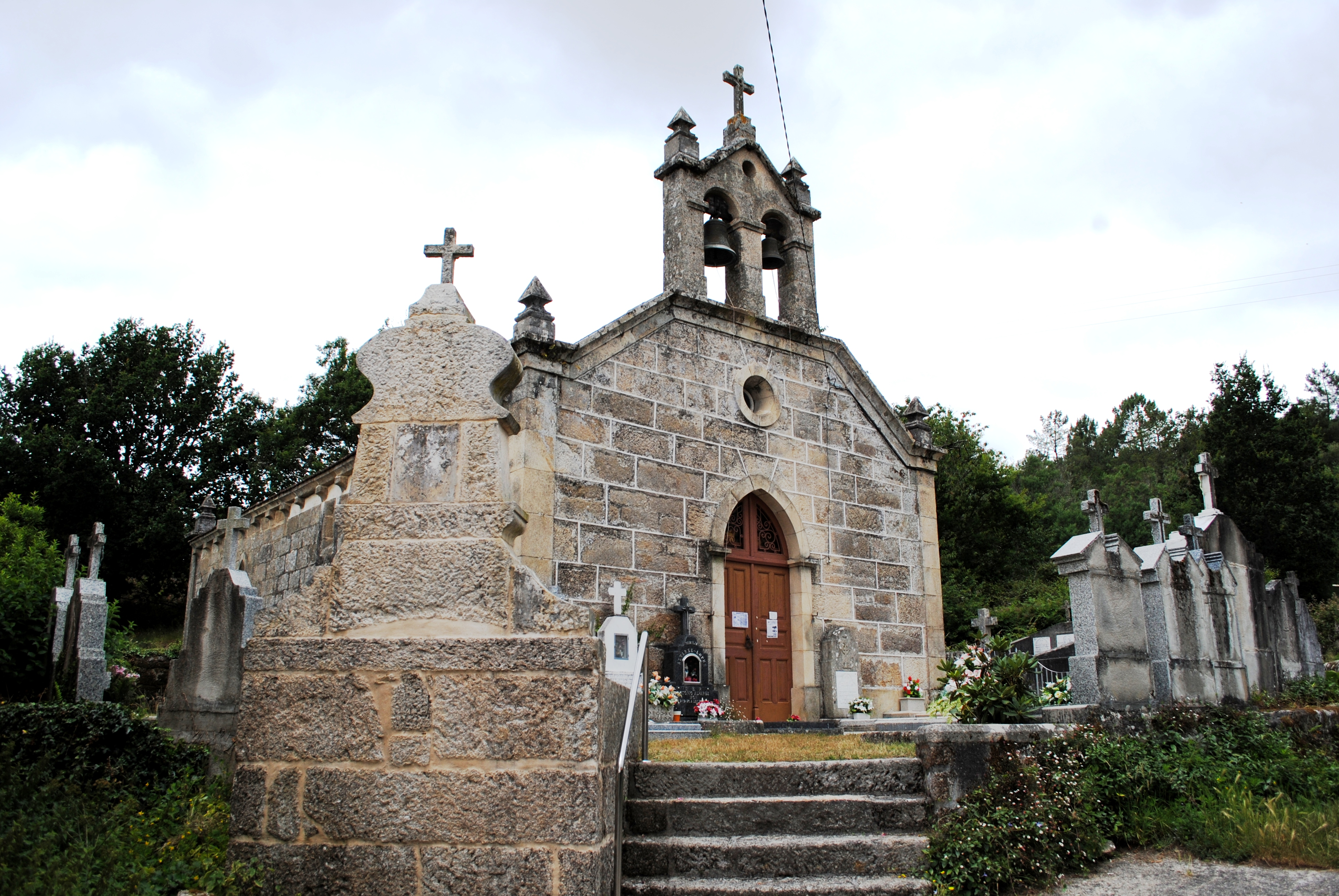
Kirche in Santa Mariña de Albán
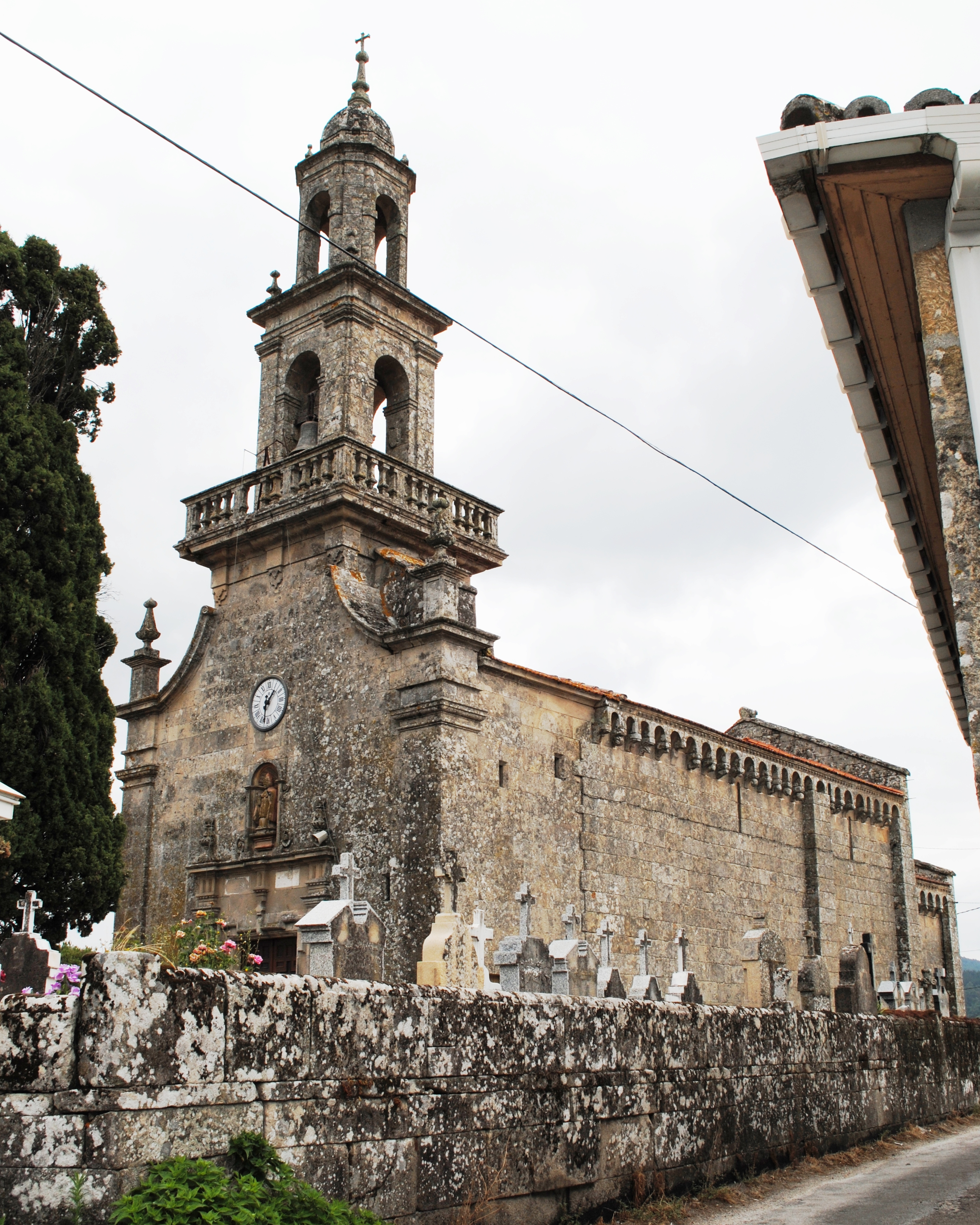
Eusebiuskirche
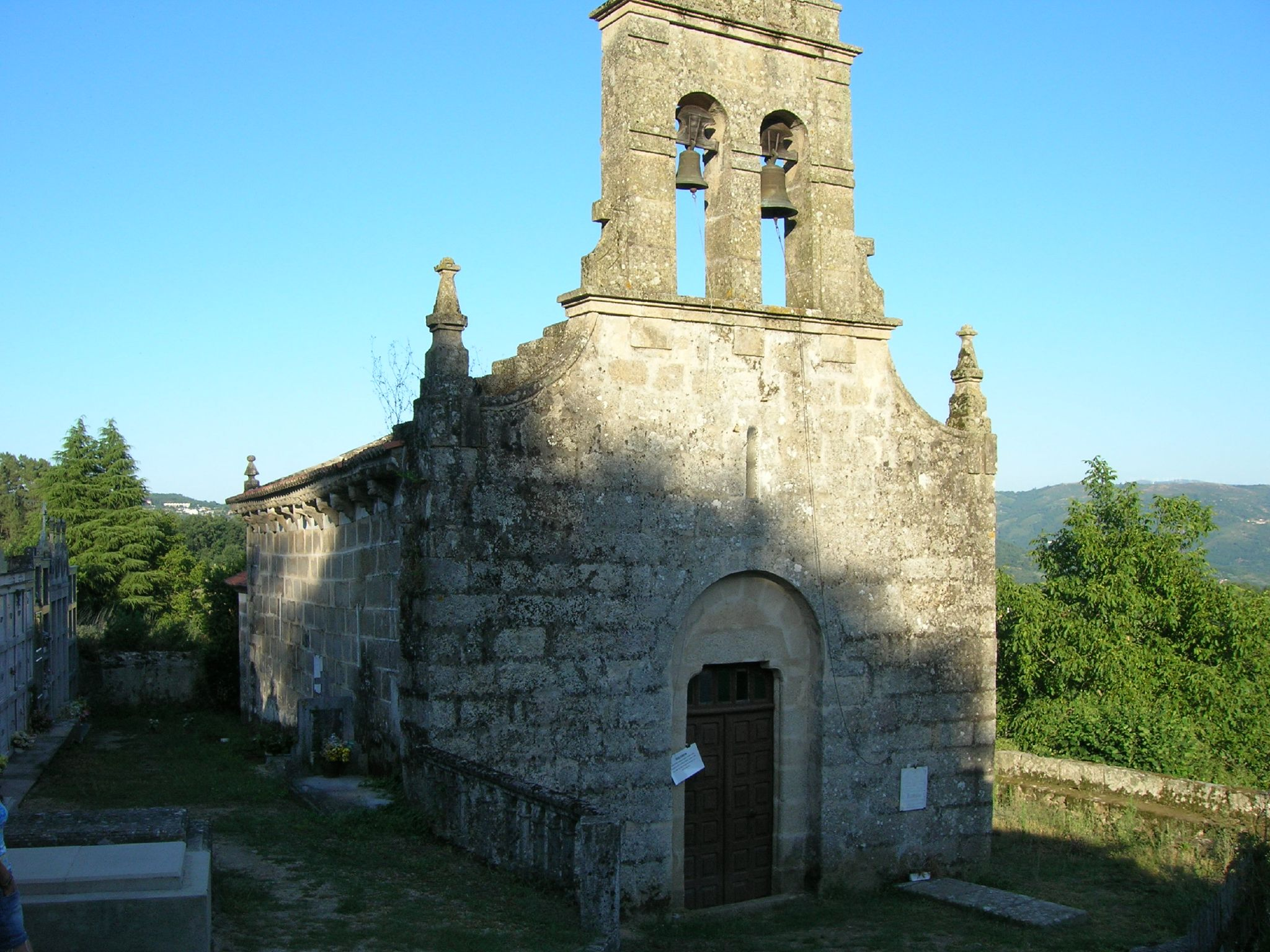
Marienkirche von Ucelle
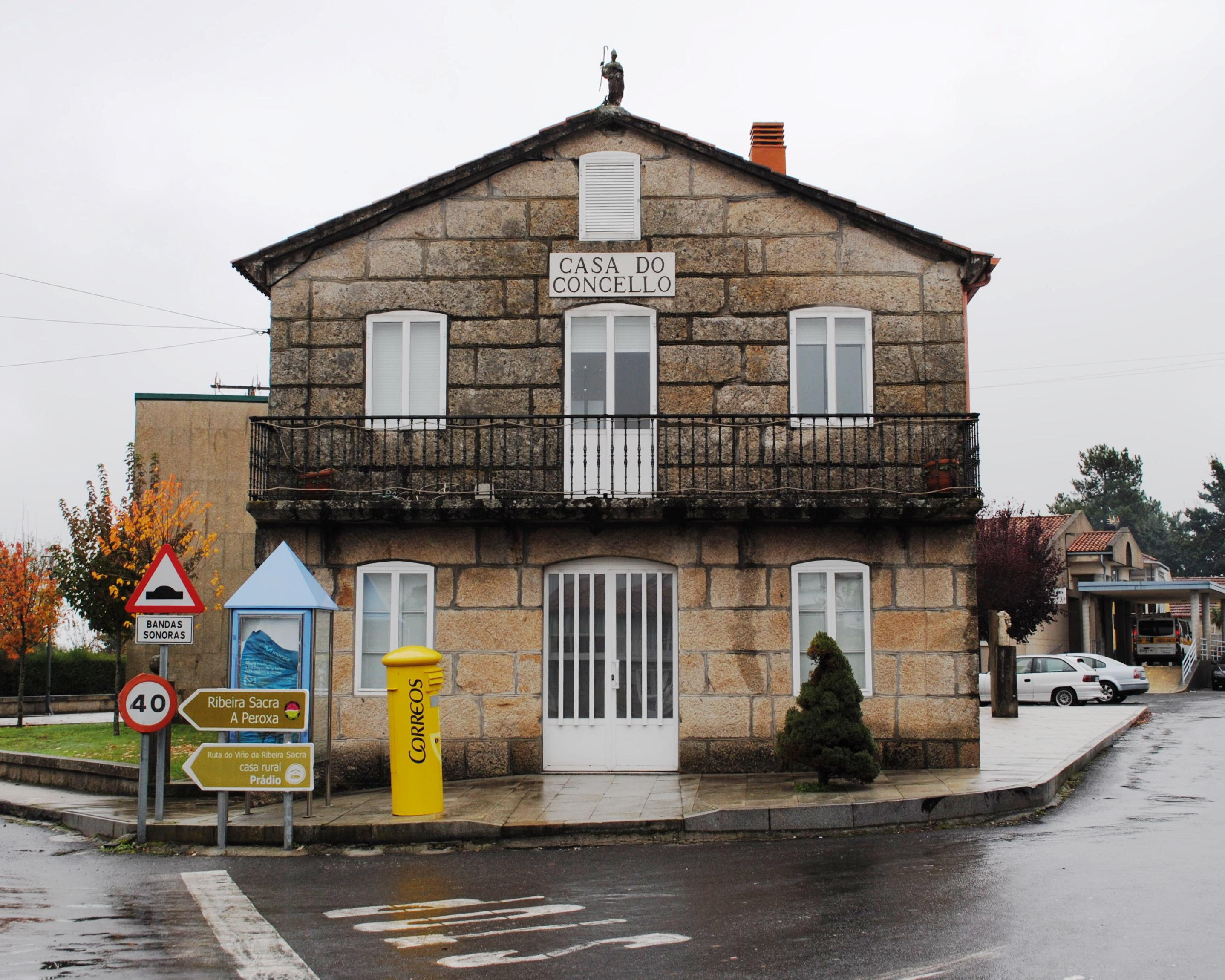
Rathaus